# Imbituba Futebol Clube
L'Imbituba Futebol Clube, noto anche semplicemente come Imbituba, è una società calcistica brasiliana con sede nella città di Imbituba, nello stato di Santa Catarina.

## Storia
Il club è stato fondato il 1º febbraio 2007 come Centro de Futebol Zico Imbituba Futebol Clube a causa della partnership con il Centro de Futebol Zico Sociedade Esportiva, con sede a Rio de Janeiro. Ha vinto il Campeonato Catarinense Série B nel 2009, dopo aver sconfitto la Juventus in finale. Dopo che la partnership è terminata con il Centro de Futebol Zico Sociedade Esportiva, il club ha cambiato nome in Imbituba Futebol Clube.

## Palmarès

### Competizioni statali
- Campeonato Catarinense Série B: 1

2009